# Heliactin
Heliactin is een geslacht van vogels uit de familie kolibries (Trochilidae) en de onderfamilie Polytminae. Er is één soort:
- Heliactin bilophus  – Zonnestraalkolibrie